# أندرو فلمنج ويست
أندرو فلمنج ويست (بالإنجليزية: Andrew Fleming West)‏ هو مربي أمريكي، ولد في 17 مايو 1853 في Allegheny, Pennsylvania ‏ في الولايات المتحدة، وتوفي في 27 ديسمبر 1943 في برينستون في الولايات المتحدة.